# Eisenhüttenstadt
Eisenhüttenstadt este un oraș din landul Brandenburg, Germania.